# امراش
امراش یک منطقهٔ مسکونی در یمن است که در استان صنعا واقع شده‌است.